# Lockheed X-17

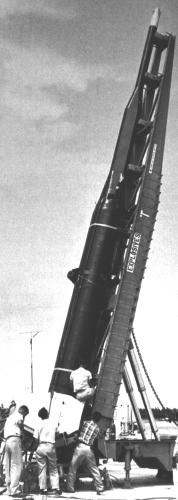
Lockheed X-17 tại bệ phóng

Lockheed X-17 là một loại rocket nghiên cứu sử dụng nhiên liệu rắn 3 tầng dùng để thử nghiệm tác động khi trở lại bầu khí quyển ở vận tốc cao.